# Ланкастер, Луис
Луис Ланкастер (англ. Louis Lancaster; 9 октября 1981) — английский футбольный тренер. Наиболее известен по работе со сборной Тайваня.

## Карьера
В детстве занимался футболом и затем отыграл несколько лет в любительских командах.
Тренерскую карьеру начинал с работы с юношеской командой женского «Арсенала» и юношескими командами «Портсмута» и «Уотфорда». Во время работы в «Уотфорде» тренировал Джейдона Санчо. В 2016 году переехал в Китай, став ассистентом Гари Уайта в клубе «Шанхай Шэньсинь». В 2017, вслед за Уайтом, перешёл в тренерский штаб сборной Тайваня и оставался в должности до января 2019 года, несмотря на уход Уайта. В января 2019 года Ланкастер был назначен главным тренером сборной Тайваня. У руля команды он провёл 10 матчей, выиграв 2 из них. Был главным тренером в первых 5 матчах второго отборочного раунда чемпионата мира 2022, но все 5 проиграл. Покинул сборную в начале декабря, вскоре после разгромных поражений 0:9 от Кувейта и 0:5 от Иордании.
В 2020 году работал ассистентом в тренерском штабе женского клуба «Юта Ройалс».

## Личная жизнь
Женат, имеет двоих детей.
В 2016 году, в результате болезни, потерял отца.